# Киракосян, Джон Саакович
Джо́н Саа́кович Киракося́н (арм. Ջոն Կիրակոսյան, 6 мая 1929, Ереван, Армянская ССР — 20 июня 1985) — армянский историк. Доктор исторических наук. Основные труды Киракосяна посвящены проблемам новой и новейшей истории армянского народа, геноцида армян, армянского вопроса, партии «Дашнакцутюн»

## Образование
- Окончил факультет международных отношений Ереванского государственного университета.
- Поступил в аспирантуру Института востоковедения Академии Наук СССР и, защитив кандидатскую диссертацию по теме национально-освободительной борьбы иранского народа[4], приступил к ответственной работе в партийных органах.

## Трудовая деятельность
- В 1960—1969 годах — председатель Государственного комитета Армянской ССР по телевидению и радиовещанию.
- В 1975—1985 годах — министр иностранных дел Армянской ССР.

## Публикации
- 1971 — «Западная Армения в годы Первой мировой войны».
- 1972 — «Армения в документах международной дипломатии и советской внешней политики»
- 1978—1980 — «Буржуазная дипломатия и Армения»[5].
- 1982—1983 — «Младотурки перед судом истории»
- 1986 — «А. К. Дживелегов и его историко-публицистическое наследие»

## Память
Именем Дж. Киракосяна названа средняя общеобразовательная школа № 20 в Ереване (бывш. им. Ф. Э. Дзержинского).

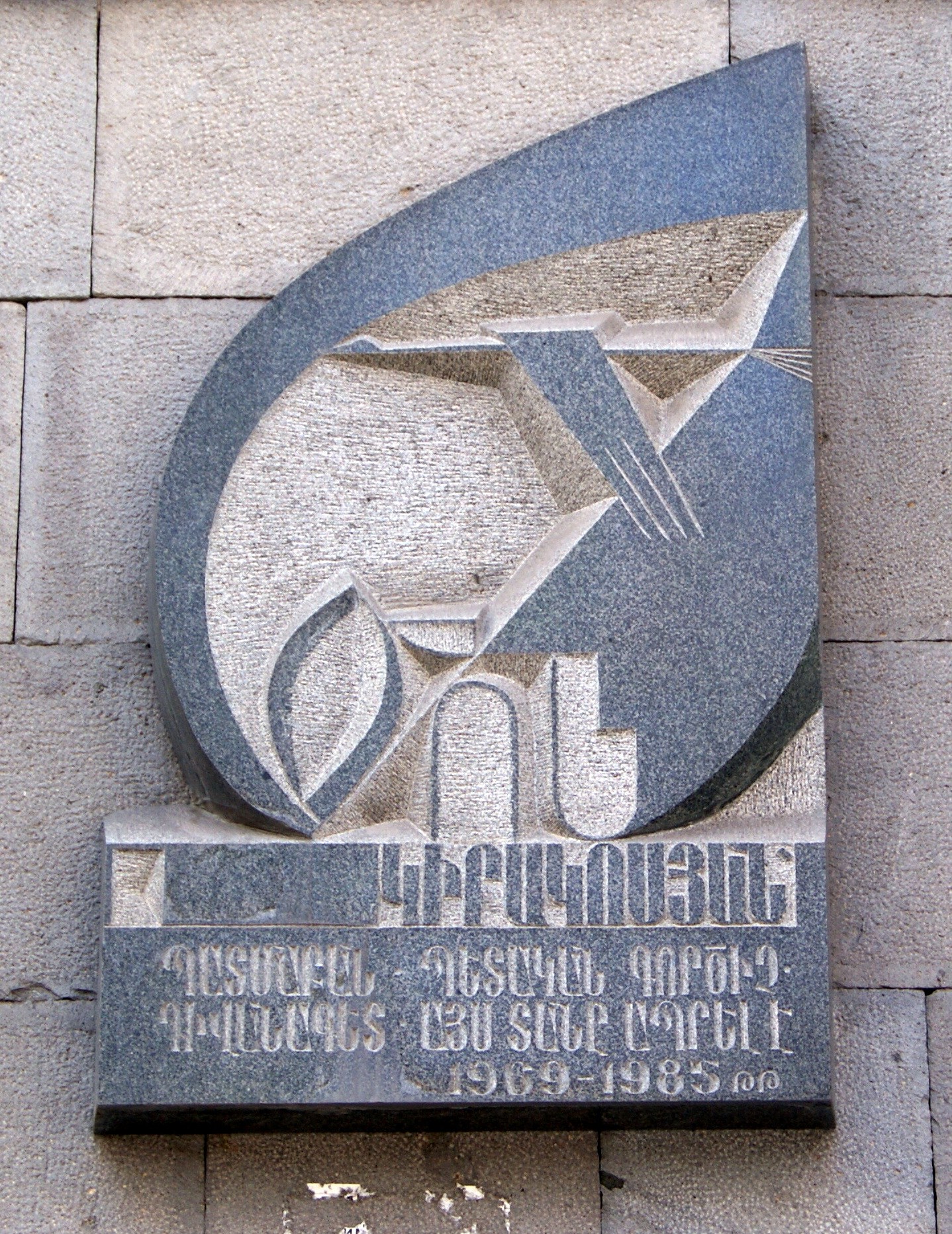
Мемориальная доска в Ереване, ул. Московян, 31

## Семья
Сын — Арман Джонович Киракосян (1956—2019), министр иностранных дел Республики Армения (1992—1993)